# Normalplan för undervisningen i folkskolor och småskolor (1900)

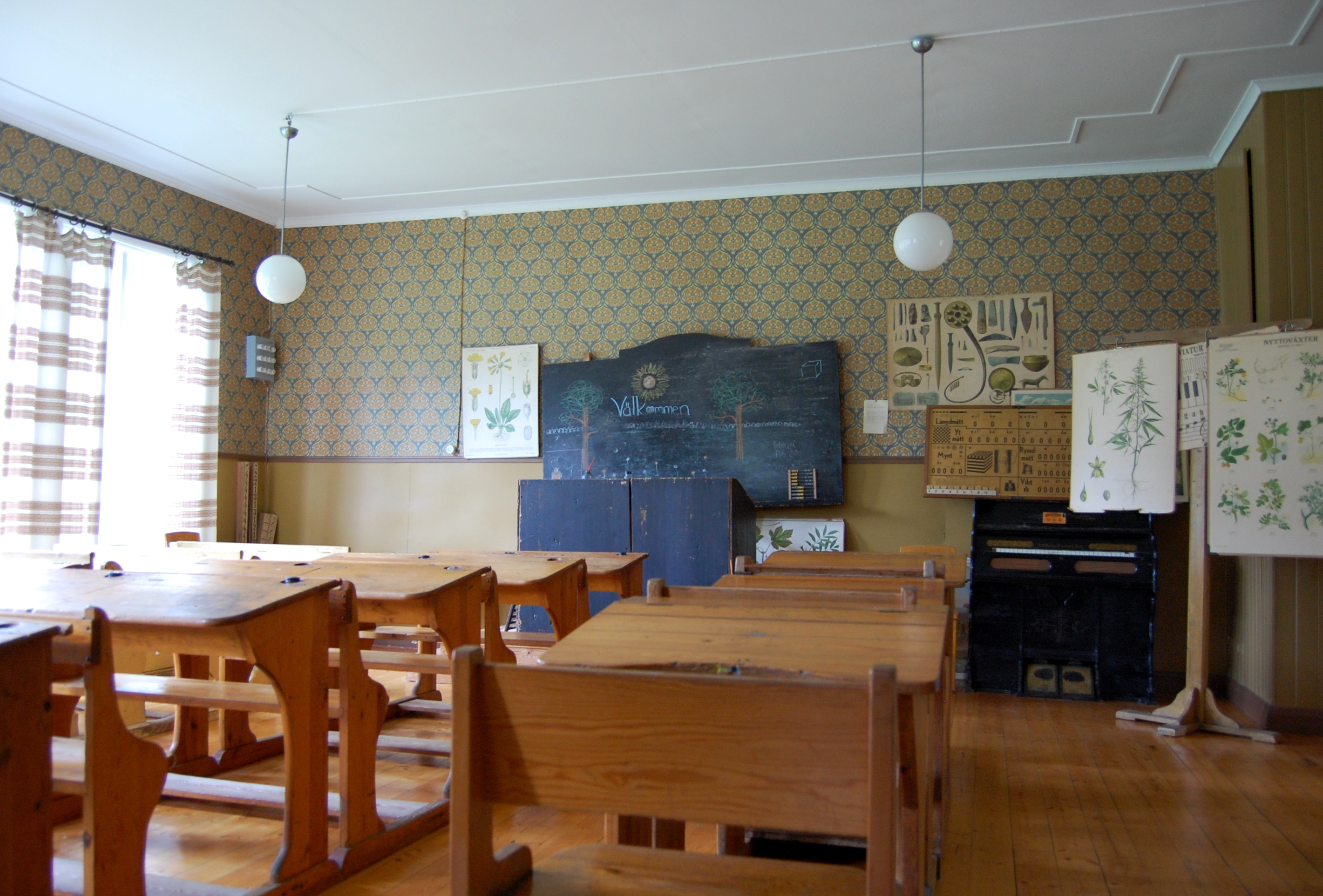
Skolplanscher blev ett viktigt inslag då 1900 års normalplan betonade åskådlighet i undervisningen.

Normalplan för undervisningen i folkskolor och småskolor  var en normalplan för småskolorna och folkskolorna i Sverige. Den infördes 1900. och  gällde småskolan, folkskolan och mindre folkskolan. Planen betonade bland annat åskådlighet i undervisningen, vilket innebar att läraren skulle använda sig av svarta tavlan, bilder, planscher, kartor, modeller och laborationer för att eleverna skulle bättre förstå undervisningen.

### Fotnoter
1. ↑  ”Kursplaner Grundskola - obligatoriska skolväsendet”. Nationellt centrum för matematikutbildning. 8 maj 2009. Arkiverad från originalet den 23 juli 2015. https://web.archive.org/web/20150723042006/http://ncm.gu.se/node/3605. Läst 22 juli 2015.
2. ↑  ”Några årtal i skolans historia”. Göteborgs skolmuseum. http://www.skolmuseet.se/skolans_historia.htm. Läst 22 juli 2015.